# 奧拉寧鮑姆宮

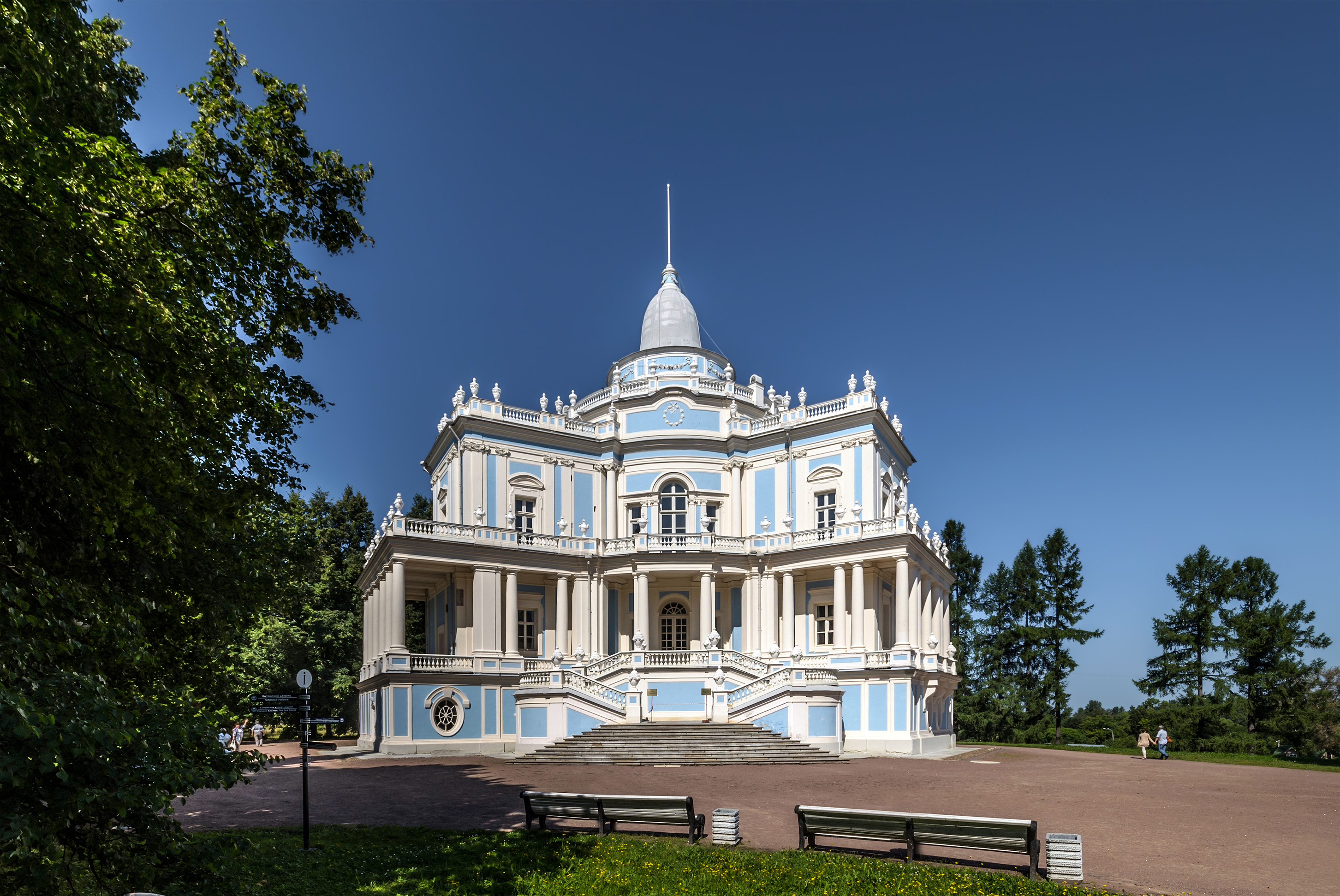

奧拉寧鮑姆宮（俄语：Ораниенба́ум）是俄羅斯的一個皇宮建築，位於聖彼得堡的芬蘭灣沿岸地區。現在奧拉寧鮑姆宮被聯合國教科文組織列入世界文化遺產。奧拉寧鮑姆宮修建於16世紀，在19世紀時曾是一座貴族莊園。二戰期間奧拉寧鮑姆宮被納粹摧毀，此後由於修復優先順序被排到較後，修復工作進展緩慢，這也是奧拉寧鮑姆吸引遊客數相對較少的原因之一。
女皇在奥拉宁鲍姆的别墅是一个独特的艺术纪念碑，保留了十八世纪意大利知名画家詹巴蒂斯塔·皮托尼所画的原始室内装饰的所有元素。